# Алексеевский, Александр Николаевич
Алекса́ндр Никола́евич Алексе́евский (24 ноября 1878, Российская империя — ок. 8 августа 1957, Париж) — кандидат богословия, правый эсер, глава Благовещенска, делегат Всероссийского Учредительного собрания, глава Временного правительства Амурской области (1918), член Политцентра.

## Биография

### Ранние годы. Учитель
Александр Алексеевский родился 24 ноября 1878 года в семье почётного гражданина Николая Алексеевского. В 1903 году Александр окончил Санкт-Петербургскую духовную академию и получил церковную учёную степень кандидата богословия. Во время своего проживания в Санкт-Петербурге Алексеевский был в дружеских отношениях со священником Георгием Гапоном.
С 16 августа 1903 по 1906 году Александр Алексеевский был преподавателем Благовещенской духовной семинарии, где вёл курсы логики, психологии, начальных оснований, а также краткой истории философии и дидактики. Со 2 декабря 1903 года он числился также законоучителем образцовой школы при семинарии. С 1 сентября 1904 года Алексеевский был преподавателем дидактики местного женского епархиального училища. Был уволен из семинарии «за вредное направление своей деятельности».
По несколько отличной версии, в этот период Алексеевский преподавал философию и историю русской литературы в средних учебных заведениях Благовещенска.

### 1905. Революция и первая эмиграция
Во время Первой русской революции Александр Алексеевский являлся активным членом Амурской группы партии социалистов-революционеров (1905—1907): он лично участвовал в захвате благовещенской почты и телеграфа. Оказался под полицейским надзором в 1905 году как эсер-боевик. Тогда же он вступил в Союз прогрессивных групп (1905—1906), куда входили представители от партий социал-демократов, эсеров и либералов: стал организатором «Союза амурских прогрессивных групп». После этого Алексеевский был арестован, но в августе 1907 года бежал из тюрьмы в Благовещенске.
С 1907 по 1917 года Алексеевский находился в эмиграции: сначала в Японии (Нагасаки), затем в Бельгии (Брюссель), и наконец во Франции (Париж). В 1908 году он печатался в газете «Амурский край».

### 1917. Глава Благовещенска и Амурской области
После возвращения в Россию в 1917 году, Алексеевский был избран городским головой Благовещенска и областным комиссаром Амурской области; он также становится членом Хабаровского продовольственного комитета. В декабре он избрался делегатом Всероссийского Учредительного собрания от Приамурского округа по списку № 7 (эсеры).
В этот период Алексеевский, как уполномоченный Временного правительства, выпустил в обращение в городе и области бумажные боны рублевого достоинства (так называемые «алексеевские рубли»), а также, после прихода в край японцев, в обращение поступили временные японские денежные знаки по курсу пять рублей за одну иену.
После Октябрьской революции в Благовещенске на совещании казачьего войскового начальства, городской думы и правых партий был создан областной Комитет общественного порядка (КОП) из трех человек: атамана И. М. Гамова (будущий руководитель Гамовского мятежа), комиссара Амурской области Н. Г. Кожевникова и городского головы А. Н. Алексеевского. Этот триумвират объявил себя высшим органом власти в Амурской области.
Алексеевский считался большевиками одним из организаторов контрреволюции. В 1918 году, по возвращении из Петрограда, Алексеевский был арестован Благовещенским Советом и заключён в местную тюрьму.
После первого падения советской власти в Приамурье Александр Алексеевский возглавил Амурское областное правительство — был главой Временного правительства Амурской области, опирающегося на части японских интервентов. При этом отделы юстиции, охраны, путей сообщения, иностранный и финансов были переданы в непосредственное ведение председателя правительства.
Тогда же в адрес приисковых организаций он разослал телеграмму, где приказал все прииски, национализированные Советами, вернуть прежним владельцам. В комитеты общественной безопасности он запретил включать «лиц, скомпрометировавших себя деятельностью в советских организациях». 9 октября 1918 года приказом председателя Алексеевского «все возникшие за время советской власти: городские, волостные, станичные, поселковые Советы, земельные и продовольственные комитеты, комиссариаты и прочие органы» были упразднены.
Временное Амурское правительство (ВАП) Алексеевского объявило о непризнании Брестского мира, о возобновлении войны с Германией и об аннулировании всех декретов советской власти. С целью нейтрализации возможных выступлений в области ВАП постановило отобрать у населения всё боевое и охотничье оружие.
В тот период Алексеевский выступал против вхождения Дальнего Востока в состав Сибирской республики (за что в правых кругах Сибири он считался «амурским сепаратистом»): в результате Амурская республика была де-факто независимым государством. Глава правительства Сибирской республики Пётр Вологодский, выступавший против создания на Дальнем Востоке какого-либо особого правительства, пытался с помощью блокады сломить и подчинить омским властям руководство Амурской области: предлагалось брать «край измором».
12 октября 1918 года А. Н. Алексеевский выступил с разъяснением политики правительства на 5-м Войсковом круге Амурского казачьего войска. Он заявил, что все усилия ВАП будут направлены на улучшение экономического и финансового положения области, возрождение всех отраслей народного хозяйства. Правительство также предполагало созвать Амурское Учредительное собрание в начале декабря 1918 года: это собрание, по замыслу инициаторов, должно было решить важнейшие вопросы жизни области.

### 1919—1920
В период Уфимской директории Алексеевский выступал с инициативой особого устройства Дальневосточного края в будущей России, считая невозможным объединение в административно-территориальном отношении Сибири и Дальнего Востока: «Дальний Восток есть часть России, а не Сибири, и являет собой особое историческое, культурное и экономическое целое». Александр Николаевич, в традициях сибирских «областников», отметил важность перехода к федеративному устройству России по принципу США и Канады: «…это произойдет безболезненным путём, посредством облечения губернских и областных земств функциями государственной власти, с тем, чтобы местную законодательную власть являло собой губернское земское собрание, а исполнительную — губернская земская управа с председателем во главе…»
Следуя политике непризнания омской администрации, А. Н. Алексеевский обратился к генералу Дмитрию Хорвату с предложением создать и возглавить Всероссийское правительство. Осуждал деятельность Временного Сибирского правительства под председательством Петра Дербера.
Вскоре Алексеевский разочаровался в правительстве Колчака, стремившегося возродить унитарную Россию. Из-за своих критических выступлений в адрес адмирала Александр Николаевич был выслан колчаковскими властями за пределы области: находился в заключении в Иркутске, но был освобождён в декабре 1919 года. После этого Алексеевский участвовал в работе местного анти-колчаковского Политцентра, а позже вошёл в состав Чрезвычайной следственной комиссии, которая проводила допросы Александра Колчака и Виктора Пепеляева (по-сути, являлся главой Комиссии при формальном председательстве С. Г. Чудновского).
В 1919—1920 годах Александр Алексеевский был председателем совещания земских и городских гласных в Иркутске, а также членом Совета народного управления в городе.

### Вторая эмиграция. Париж
В 1920 году Алексеевский через Китай эмигрировал во Францию: «скромно жил» в Париже, работал во французских административных органах. В январе 1921 года он участвовал в совещании бывших членов Учредительного собрания во французской столице. Алексеевский был членом Сибирского землячества в Париже, участвовал в первом собрании землячества в 1924 году. Он выступал при обсуждении докладов на собраниях редакции газеты «Дни» и на заседаниях Научно-философского общества (1930-е годы).
Изначально Алексеевский был настроен антисоветски, но «как убеждённый патриот» во время Второй мировой войны, в 1942 году, пересмотрел свои взгляды и стал следить «со страстью» за событиями в СССР, особенно за советско-китайскими отношениями.

Я был очень доволен великолепными достижениями русских учёных в области ядерных исследований. Конференция Курчатова в Harewille стала сюрпризом и шедевром. С первого отчёта, прочитанного мной в газете «Монд», я почувствовал, что англичане прямо-таки задохнулись (…) Я видел кое-что во французских газетах, но лучшее было напечатано в русской газете «Русские новости» в Париже 25 мая. Этот отчет с конференции объясняет, каким образом русским учёным удалось обуздать огромнейшую температуру ядерных реакций.— А. Н. Алексеевский, из письма своему бельгийскому другу Жану Бланкову
Александр Николаевич Алексеевский скончался в августе 1957 года при переходе через улицу в Париже в результате наезда мотоцикла.

## Произведения
- Статьи в газете «Амурский край» (1908)[3].
- «Письма из Японии»: статьи о внутренней жизни и внешней политике Японии[3].

## Семья

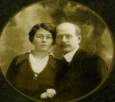

Жена (с 28 января 1904 года): Лидия Михайловна Алексеевская (урождённая Бродовикова; 1878—1955) — доктор медицины, в начале 1900-х принимала участие в революционной деятельности на Дальнем Востоке, в 1906 году эмигрировала в Японию, участвовала в работе издательства «Воля» в Нагасаки, с 1909 года жила во Франции, где окончила медицинский факультет Парижского университета; во время Второй мировой войны работала в парижских госпиталях (Бруссе, Анфан-Малад).
Сын: Александр Александрович Алексеевский (ум. 5 июня 1940) — лейтенант Драгунского полка французской армии, инженер-агроном, участник Второй мировой войны (погиб на фронте, в департаменте Сомма); 19 января 1949 года перезахоронен в Париже на кладбище Банье, посмертно награждён орденом Почетного легиона и Военным Крестом.